# خدمات البريد السريع
خدمات البريد السريع او خدمات البريد الفرعية هي خدمات تقوم  بتوصيل الرسائل والحزم البريدية محلياً. تختلف خدمات البريد السريع عن خدمات البريد العادية بمميزات مثل السرعة والأمان والتتبع والتوقيع والخصوصية للخدمات السريعة، ومواعيد التسليم السريعة، التي تُعد أمرًا اختياريًا لمعظم خدمات البريد اليومية حيث تتميز بالسرعة والدقة. وبما أنها خدمة مميزة، عادة ما تكون خدمات البريد السريع أكثر تكلفة من خدمات البريد العادية، وعادةً ما يقتصر استخدامها على الحزم حيث أن ميزة أو أكثر من هذه الميزات تُعَد مهمة كافية لزيادة هذه التكلفة.
تعمل خدمات البريد السريع على جميع المستويات، من داخل البلدان أو المدن المحددة، إلى الخدمات الإقليمية والقومية والعالمية. من الأمثلة على شركات خدمات البريد السريع دي إتش إل وفيديكس وتي إن تي وخدمة الطرود المتحدة يو بي إس وأرامكس. وتعرض هذه الشركات خدماتها في جميع أنحاء العالم، عادة عبر نموذج المركز والفروع التابعة لهم حيث بدأت اولا في نيويورك ثم بدأت في الانتشار لباقي أنحاء العالم.

## خدمات السعاة قبل العصر الصناعي

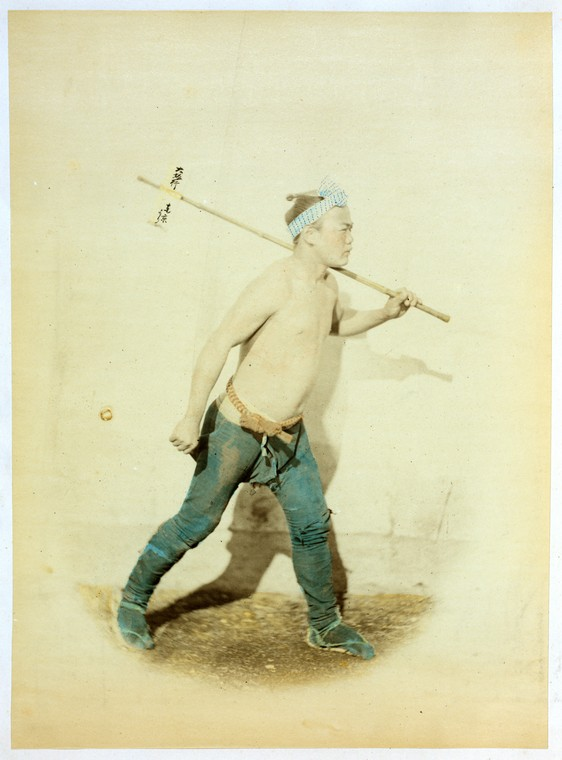
ساعي أو رجل بريد، اليابان، لوحة ألبومين ملونة باليد مطبوعة من قبل فيليس بيتو، ما بين 1863 و1877

في التاريخ القديم استُخدِم العداؤون والحمام الزاجل ومن يمتطون ظهور الخيول في توصيل الرسائل في الوقت المناسب. وقبل أن توجد خدمات البريد الآلية، كان رجال البريد الذين يسيرون على أقدامهم يقطعون الأميال من أجل الوصول إلى وجهتهم. وحتى يومنا هذا هناك ماراثونات ذات صلة مباشرة بالطرق التاريخية الفعلية لرجل البريد. وفي العصور الوسطى، تحفظت المحاكم الملكية على رجال البريد خاصتهم الذين كانوا يتلقون أكثر قليلاً من عموم العمالة.

## أنواع خدمات البريد السريع
في المدن، غالبًا هناك رجل بريد بدراجة أو رجل بريد بدراجة نارية ولكن الإرساليات تتطلب التوصيل عبر شبكات بمسافة أكبر، وغالبًا ما يشتمل هذا على لوري وسكة حديد ومركبة جوية.
في أغلب الأحيان، تعمل العديد من الشركات بطريقة مخزون الإنتاج المبرمج في نطاق خدمات البريد السريع. من يعمل في خدمات البريد السريع هم أفراد يمكنهم السفر في أي لحظة إخطار إلى أي مكان في العالم، وعادة ما يكون السفر عبر شركات الطيران التجارية. في حين أن هذا النوع من الخدمات يعد ثاني أغلى الخدمات، فإن تسليم مواثيق الطيران العام يتسم بأنه أعلى تكلفة بكثير؛ حيث تقوم الشركات بتحليل تكلفة الخدمة لإشراك من يعمل في خدمات البريد السريع مقابل «التكلفة» ستدرك الشركة ماذا ينبغي عليها فعله إذا لم يصل المنتج في الوقت المحدد (أي وقف خط التجميع أو تقديم الجلسة قبل وقتها أو فقد مبيعات من المنتجات أو فوات موعد التسليم النهائي للمكونات، زرع الأعضاء)

## ممثل خدمات البريد السريع
بمرور الوقت، ظهرت المطالبة بنوع جديد لممثل خدمات البريد السريعة. مع زيادة أسعار الوقود ومراقبة الأهداف الإنتاجية عن كثب بواسطة الشركات، فقد طُور هذا النوع الجديد «الكل في واحد» من أجل «رعاية المشروعات». لدى العاملين في الشركات العمل الكثير والوقت القليل للوجود خارج المكتب. تعمل هذه الشركات مع متعاقدين مستقلين بدرجة كبيرة وقد تم ذلك من خلال عملية الفحص والتحري عن خلفياتهم والتي أظهرت بيئة ملائمة لصناعة خدمات البريد السريع. وتُعرض الآن الأبحاث ورعاية الحيوانات الأليفة والتقديم المعقد للأوراق واستضافة خدمات أخرى في هذه الفئة الجديدة من خدمة البريد السريع.

## صناعة خدمات البريد السريع حسب الدولة

### الولايات المتحدة
حازت صناعة خدمات البريد على مكانة مهمة لمدة طويلة في مجال التجارة بالولايات المتحدة الأمريكية وشاركت في أوقات محورية في تاريخ الأمة مثل عملية الهجرة تجاه الغرب والتهافت على اكتناز الذهب. تأسست ولز فارجو عام 1852 وأصبحت بسرعة من أبرز شركات تسليم الحزم. تخصصت الشركة في شحن الذهب والحزم والصحف في كل مكان في الغرب، وأنشأت ولز فارجو مكتبًا لها في كل معسكر ومستوطنة وذلك ضرورة من أجل التجارة والاتصالات بالبلد الأصلي. وبعد فترة وجيزة تأسست بوني إكسبريس لنقل الحزم بسرعة أكبر من الحنطور التقليدي. ويوضح ذلك الطلب على التسليم في الوقت المناسب في مختلف أنحاء البلاد، المفهوم الذي استمر في التطور مع خطوط السكك الحديدية والسيارات والطرق السريعة بين الولايات والذي ظهر اليوم في صناعة خدمات البريد السريع.
وتبلغ صناعة خدمات البريد السريع في الولايات المتحدة 59 مليار دولار، وتمثل 86٪ من الأعمال المشتركة بواسطة أربع شركات فقط، بمافي في ذلك دي إتش إل إكسبريس وفيديكس ويو بي إس. وفيما يتعلق بنسبة الـ 14٪ المتبقية فهي تقريبًا مشتركة بين 11900 شركة صغيرة أخرى تتراوح في حجمها من موظف إلى أكثر من 600 موظف. وفي الغالب تقوم هذه الشركات بعمليات تسليم في اليوم ذاته وهذه الشركات لها مكاتب قوية ومشروعات قوية عبر الإنترنت مثل ناباريكس.

### الهند
تقوم شركات البريد السريع في الهند على أساس جيد. قد تكون تلك الخدمات أفضل في بعض الأوقات بالمقارنة مع خدمات القسم البريدي القومي، ولكنها قد تكون أكثر تكلفة أيضًا، تصل من اثنين إلى ثلاثة أضعاف حسب نوع وكمية البضائع المنقولة ومسافة المكان المقصود.
في الهند شركة بلو دارت إكسبريس (Blue Dart Express) هي شركة خدمات البريد السريع الوحيدة التي لديها أسطول من الطائرات لضمان تسليم الطرود في الوقت المناسب.
احتكرت شركات خدمة البريد السريع في مدينة مومباي ومؤخرًا في مدينة بونى مثل «فيتشار لخدمات البريد السريع» سوق الخدمات البريدية بين المدن بأسعار منخفضة وخدمة أفضل. ويعد الأجر فيها أكثر من الحكومة بجزء بسيط في «مصلحة البريد الهندية» ويرجع ذلك أساسًا إلى نظام العمل المكثف جدًا مع صعوبة استخدام أي معدات محوسبة.
تتطلع بعض الشركات الدولية مثل فيديكس ويو بي إس إلى العمل في مشروعات خدمات البريد السريع في الهند بعد ما حصلت دي إتش إل إكسبريس على حصة كبيرة في شركة بلو شيب الهندية لخدمات البريد - شركة بلو دارت إكسبريس.

### أيرلندا
خدمات البريد السريع الرئيسية المتوفرة في أيرلندا هي AnPost.ie وDHL.ie وUPS.com وTNT.com وfedex.com

### نيجيريا
تقوم خدمات البريد السريع في نيجيريا من قبل شركات مختلفة. وغالباً تكون خدمات هذه الشركات تكلفاً مالياً من البريد الحكومي (NIPOST). ومن شركات البريد السريع في نيجيريا JumiaExpress، وPercel Exchange، و Transglobal Express.